# Smittia atriventris
Smittia atriventris är en tvåvingeart som först beskrevs av Jean-Jacques Kieffer 1921.  Smittia atriventris ingår i släktet Smittia och familjen fjädermyggor.
Artens utbredningsområde är Lettland. Inga underarter finns listade i Catalogue of Life.